# Classe Yevgenya
Le unità appartenenti alla classe Yevgenya (progetto 1258 Korund secondo la classificazione russa) erano dragamine costieri, di progetto e costruzione sovietica. La classificazione russa era RT.

## Tecnica ed utilizzo
Si trattava di battelli di piccole dimensioni, con lo scafo in fibra di vetro, idonee per svolgere operazioni di dragaggio mine in acque costiere.
Complessivamente, ne furono costruiti una cinquantina, che entrarono in servizio con la marina sovietica tra il 1970 ed il 1976.
Alcuni esemplari vennero successivamente esportati a Paesi amici. Nel 2001, ne sopravvivevano con la marina russa 12 esemplari. Nel 2008, alcuni dovrebbero rimanere in servizio con compiti di pattugliamento.

## Utilizzatori
Gli Yevgenya furono ampiamente esportati fuori dai confini sovietici. Alcuni esemplari esportati erano equipaggiati con un impianti binato di cannoni antiaerei da 25 mm.
- Unione Sovietica: una cinquantina di esemplari.
- Russia: esemplari ex sovietici, alcuni dei quali ancora operativi con compiti di pattugliamento.
- Angola: 2 esemplari in forza alla Marinha de Guerra Angolana, radiati negli anni 1990.
- Azerbaigian: 2 esemplari in servizio con le Forze navali azere.
- Bulgaria: 4 esemplari in servizio con la Voennomorski sili na Bălgarija.
- Cuba: 9 esemplari in servizio con la Marina de Guerra Revolucionaria.
- India: 6 esemplari in servizio con la Marina militare dell'India.
- Iraq: 3 esemplari in servizio con la Al-Bahriyya al-'Irāqiyya.
- Mozambico: 2 esemplari in servizio con la Marinha de Guerra de Moçambique.
- Nicaragua: 4 esemplari in servizio con la Fuerza Naval del Ejército de Nicaragua.
- Siria: 4 esemplari in servizio con la Al-Bahriyya al-'Arabiyya al-Sūriyya.
- Vietnam: 3 esemplari in servizio con la Hải quân nhân dân Việt Nam.
- Yemen del Nord: 2 esemplari in servizio con la Marina militare nordyemenita.